# Football en Argentine

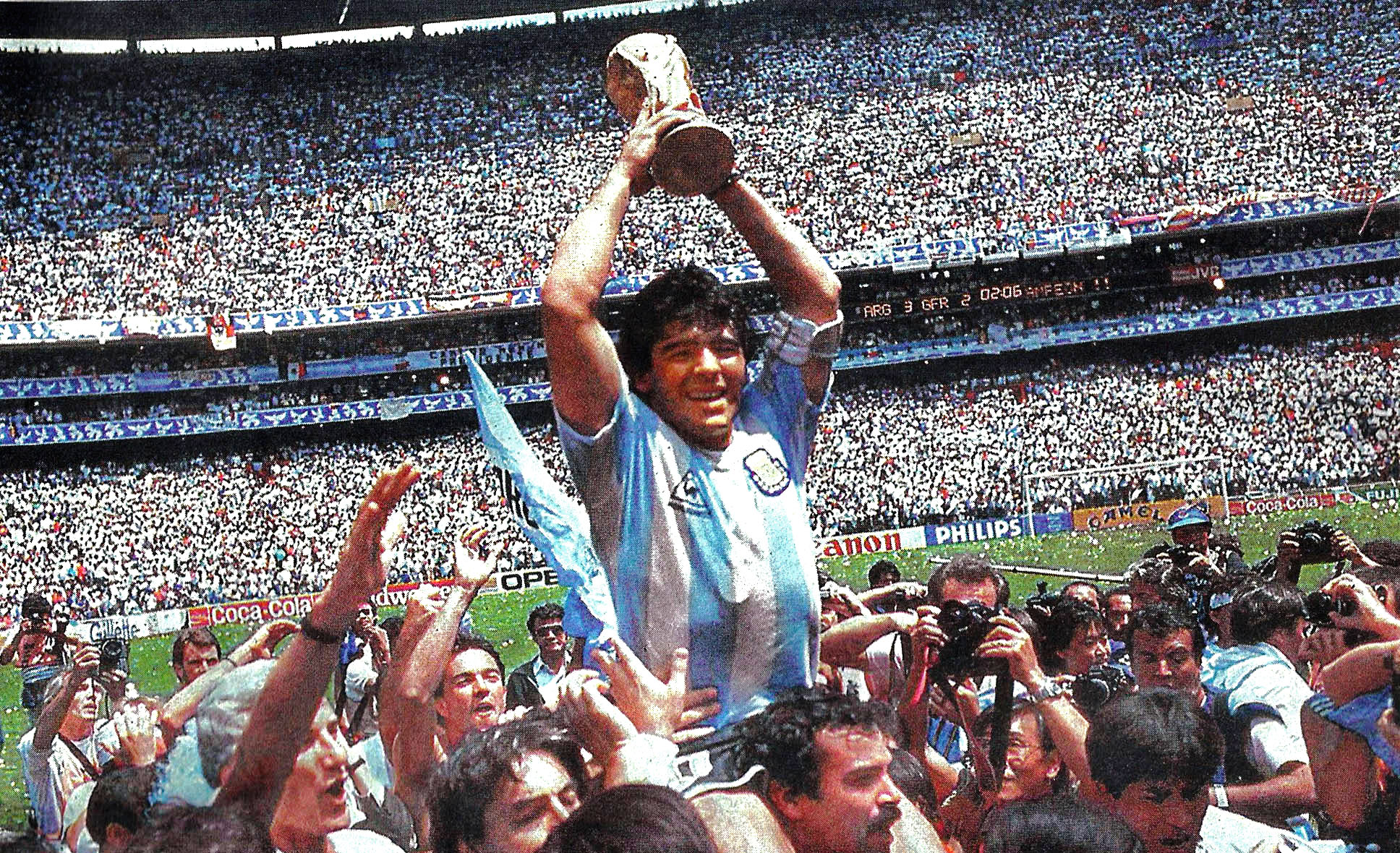
Diego Maradona soulevant la Coupe du monde de football 1986 au stade Azteca au Mexique

Le football en Argentine est le sport le plus populaire : celui qui compte le plus grand nombre de joueurs fédérés (900 000 en 2019, l'équivalent de 2,1 % de la population) et le plus pratiqué par la population masculine dans une forme récréative ou non fédérée. Neuf habitants du pays sur dix déclarent être sympathisants d'une équipe de football.
L'Association du Football Argentin (AFA) a été créée en 1893. C'est la huitième plus ancienne au monde. Le tournoi de ligue, joué dès la première année d'existence de la fédération, est pour sa part le troisième plus ancien au monde, derrière les ligues britannique et hollandaise. L'équipe d'Argentine de football est l'un des huit équipes qui ont gagné la Coupe du monde de football, remportant celle-ci à trois reprises (1978, 1986 et 2022). Il a également remporté deux médailles d'or, aux Jeux olympiques de 2004 puis de 2008, et deux d'argent, en 1928 et 1996, seize fois la Copa América (1921, 1925, 1927, 1929, 1937, 1941, 1945, 1946, 1947, 1955, 1957, 1959, 1991, 1993, 2021 et 2024).
Au niveau des jeunes, il a remporté six fois la Coupe du monde de football des moins de 20 ans, dans laquelle il a été finaliste à une occasion, il a également remporté le Championnat de la CONMEBOL de football des moins de 20 ans à cinq reprises, le Championnat de la CONMEBOL de football des moins de 17 ans en quatre éditions, le Championnat de la CONMEBOL de football des moins de 15 ans à une occasion, le Tournoi pré-olympique de la CONMEBOL des moins de 23 ans à cinq reprises et le Tournoi de football aux Jeux sud-américains à deux reprises. Il dirige également le Tournoi de football aux Jeux panaméricains, avec sept médailles d'or et deux d'argent.
Les clubs argentins de football sont ceux qui ont obtenu une plus grande quantité de fois la Coupe intercontinentale (9) et la Copa Libertadores (25).
Le football féminin organise des championnats nationaux dès 1991. Evelina Cabrera fonde l'association de football féminin en Argentine en 2013.

## Histoire

### Les débuts

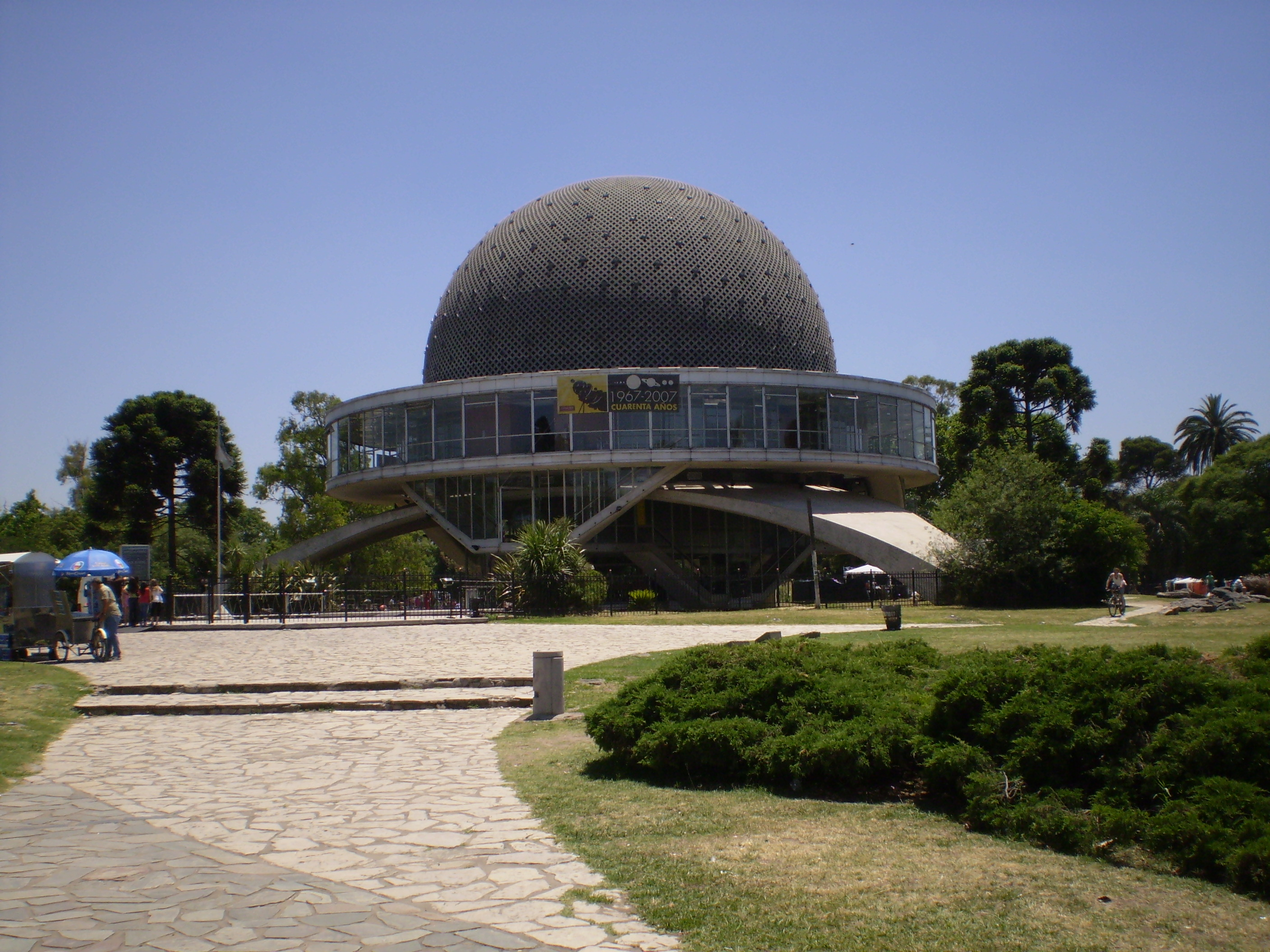
Le planétarium Galileo Galilei se tient sur le site où a été joué le tout premier match de football connu en Argentine

Le football doit sa présence en Argentine à deux immigrants britanniques : Thomas et James Hogg organisent le 9 mai 1867 la toute première réunion liée au football sur le territoire argentin. Ils fondent le Buenos Aires Football Club. Ce club obtient la permission du Buenos Aires Cricket Club d’utiliser son terrain situé à Parque Tres de Febrero dans le quartier de Palermo pour jouer. Ce terrain se trouve à l’endroit où est maintenant construit le planétarium Galileo Galilei. Le tout premier match recensé en Argentine a eu lieu le 20 juin 1867. Le match oppose deux équipes de commerçants britanniques, les chapeaux blancs contre les chapeaux rouges.
- Première équipe : Thomas Hogg, James Hogg, William Forrester, T.B. Smith, J.W. Bond, E.S. Smith, J. Rabsbottom et N.H. Smith.
- Deuxième équipe : William Heald, T.R. Best, U. Smith, H.J. Barge, H. Willmont, R.M. Ramsay, J. Simpson et W. Boschetti.

Le soi-disant « père du football argentin » est un enseignant originaire de Glasgow Alexander Watson Hutton. Il est le premier à organiser une formation en football dans l’école St Andrew's où il enseignait à Buenos Aires au début des années 1880. Le 4 février 1884, il crée la Buenos Aires English High School où il continue à enseigner le football. En 1891 Hutton organise le premier championnat de football en dehors des îles britanniques. Cinq clubs résidant à Buenos Aires s’inscrivent. Ce championnat ne dure qu’une seule saison. Pendant cette période des débuts du football en Argentine, un grand nombre de clubs sont créés par les employés des compagnies de chemin de fer britanniques opérant dans le pays. Certains de ces clubs ont survécu jusqu’à nos jours comme le Club Ferro Carril Oeste, Club Ferrocarril Midland, Rosario Central et Talleres de Córdoba,,.

### L’ère du football amateur

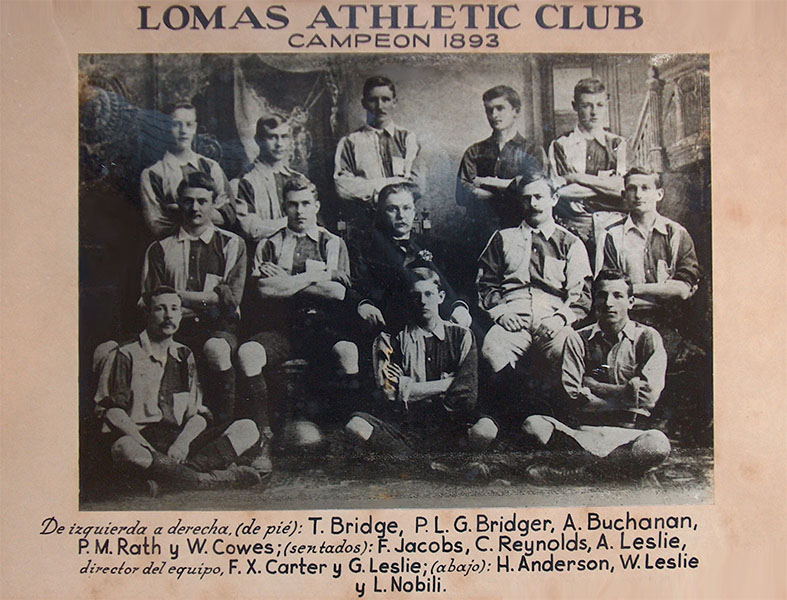
L'équipe de Lomas, championne d'Argentine en 1893

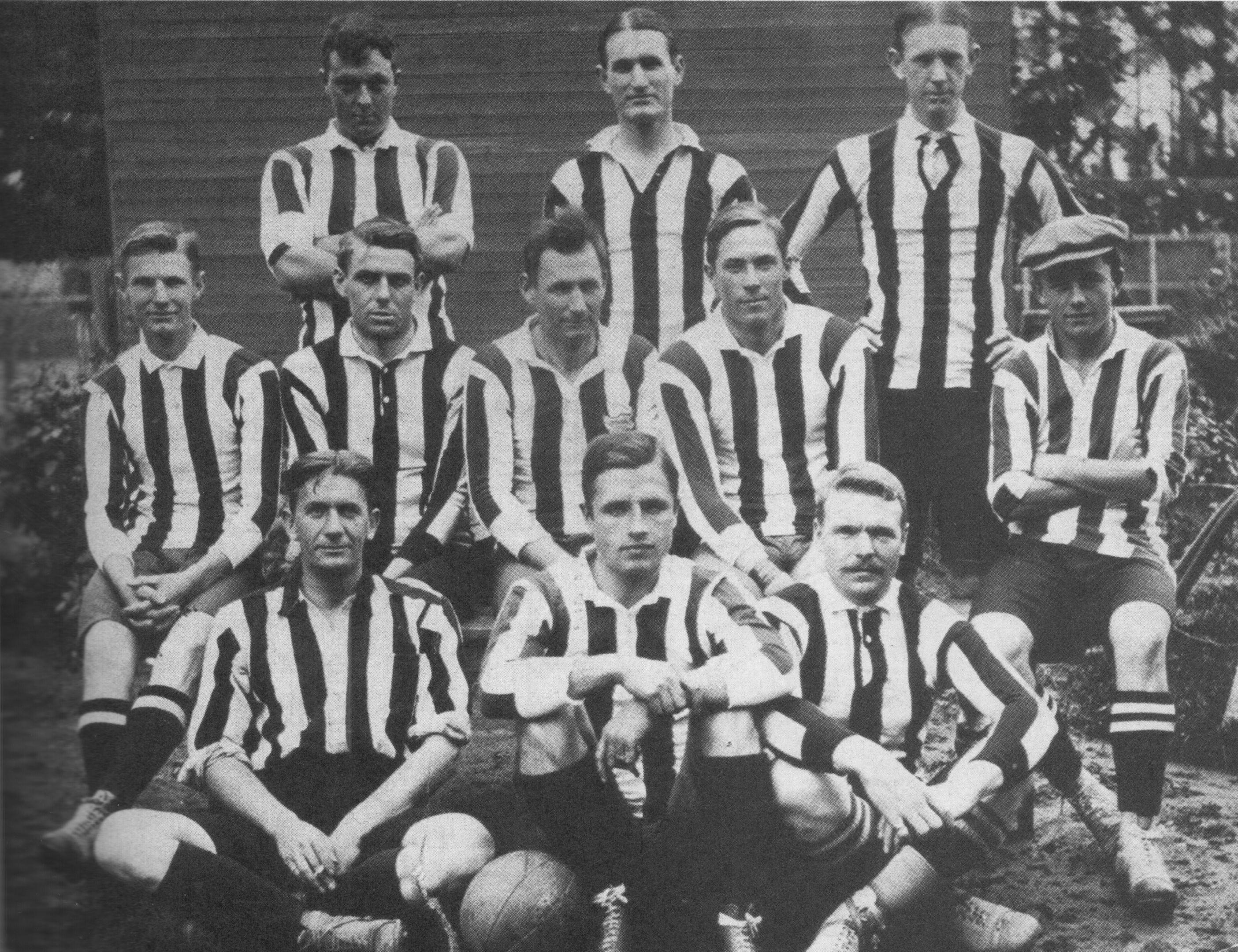
L’équipe du Alumni Athletic Club en 1910

Un nouveau championnat est formé le 21 février 1893. En ces premiers jours du football argentin, tous les joueurs et tous les officiels sont des expatriés britanniques ou leurs descendants. Les plus anciens clubs du pays, Rosario Central, Newell's Old Boys et Quilmes Atlético Club ont tous été formés par des expatriés. Le club le plus titré de ces premières années est l’Alumni Athletic Club. Il a été fondé par des élèves d’Alexander Watson Hutton. Comme les autres clubs il est composé de joueurs britanniques. Jusqu’à la fin du XIXe siècle, le jeu devient de plus en plus populaire principalement parmi les nouveaux immigrants et particulièrement auprès des Italiens. En effet, la plupart des clubs ont mis en place une politique excluant les Argentins créoles ou indiens. En réaction à cette politique d’exclusion mise en place au sein du Quilmes Atlético Club se crée le Club Atlético Argentino de Quilmes, le premier des très nombreux clubs réservés aux Argentins. Le nom d’Argentino ou Argentinos est une appellation encore très courante aujourd’hui qui résulte de cette révolte.
Les premières années du XXe siècle voient une énorme augmentation du nombre de clubs en Argentine ; ils sont près de 300 en 1907. La plupart des clubs majeurs du football argentins sont créés à cette époque là. Ils disputent le championnat national amateur ou les championnats locaux. Dès cette époque, les matchs attirent une foule considérable et la popularité de ce sport commence à éclipser l’influence britannique sur le football local. En 1911 le club d'Alumni disparait et en 1912 la fédération adopte un nom espagnol Asociación Argentina de Football. La tradition de donner des noms anglophones aux clubs, elle, résiste.
Au début du XXe siècle, de nombreuses compétitions locales sont créées dans les villes argentines. Le football se répand rapidement hors du Grand Buenos Aires, comme Rosario en 1905, Córdoba en 1912, Santa Fe en 1913, Tucumán en 1919, San Luis en 1920 ou Salta en 1921.
Le tout premier match de l'équipe d'Argentine de football se déroule le 16 mai 1901 contre l'équipe d'Uruguay de football. Ce match se solde par une victoire trois buts à deux de l'équipe argentine. Ce match marque le début de la rivalité entre les deux footballs.
Le premier trophée gagné par l’Argentine est la Copa Lipton de 1905. L’équipe argentine remporte son premier tournoi sud-américain en 1910 avec la Copa Centenario de la Revolución de Mayo disputé avec l’Uruguay, le Brésil et le Chili.
Lors de la toute première Copa América disputée en 1916, l’équipe d’Argentine termine invaincue mais à la deuxième place derrière l'Uruguay. La première victoire en Copa América arrive en 1921. L'Argentine est l'équipe la plus titrée des championnats sud-américains avec 16 victoires.
En 1928, l’Argentine dispute les Jeux olympiques. Là encore elle termine à la deuxième place derrière l’Uruguay.
La rivalité avec l’équipe d'Uruguay voit son point d’orgue lors de la toute première Coupe du monde de football de l’histoire en 1930. Après avoir terminé à la première place du Groupe A regroupant l’Argentine, la France, le Mexique et le Chili, l’équipe argentine remporte la demi-finale contre les États-Unis mais perd la finale sur le score de 4 buts à 2 contre l’Uruguay.

### Le football professionnel
Après deux saisons interrompues en raison de l’annulation de nombreux matchs et du retrait de nombreuses équipes en 1929 et 1930, dix-huit équipes décident de rompre avec la fédération argentine et de fonder un championnat professionnel devant débuter en 1931. La fédération maintient une compétition amateur jusqu’à sa dissolution en 1934. Un grand nombre d’équipes restées amateurs rejoignent alors la Ligue professionnelle. L’adoption du professionnalisme ouvre la porte à l’exode des meilleurs joueurs argentins vers la Colombie dans un premier temps mais surtout vers l’Europe dans un deuxième temps. Certains optent même pour la nationalité de leur nouvelle patrie d’adoption. Lors de la Coupe du monde de football 1934, on note par exemple que l’équipe d'Italie de football est composée de joueurs nés en Argentine comme Raimundo Orsi, Enrique Guaita et Luis Monti qui de plus figuraient dans l’équipe argentine de la Coupe du monde de football 1930,,.
Lors de la Copa Libertadores 1964, le Independiente devient le premier club argentin à remporter une compétition continentale. Depuis cette date les clubs argentins ont remporté à 25 reprises la Copa Libertadores, ce qui en fait le pays le plus titré, loin devant le Brésil qui arrive second avec 22 victoires. En 1967, le Racing devient la première équipe argentine à remporter la Coupe intercontinentale. Les clubs argentins ont depuis remporté cette compétitions à 9 reprises,.
En 1978, l’Argentine accueille la Coupe du monde de football. Après un début de tournoi difficile, l’équipe argentine triomphe en finale contre les Pays-Bas sur le score de 3 buts à 1. C’est leur premier titre de champion du monde. L’Argentine remporte un deuxième titre mondial en 1986 lors de la coupe du monde disputée au Mexique en battant l'Allemagne de l'Ouest sur le score de 3 buts à 2. En 2022, l'Argentine a remporté son troisième titre mondial au Qatar, battant la France en finale. Il a également été finaliste en 1930, 1990 et 2014.
En 1979, lors de la coupe du monde des moins de 20 ans, un jeune joueur se révèle aux yeux du monde : Diego Armando Maradona. L’Argentine remporte son premier titre dans cette compétition et Maradona commence une immense carrière.
En 2004, il a remporté la médaille d'or aux Jeux Olympiques d'Athènes, le seul titre majeur qu'il n'avait pas obtenu jusque-là, exploit qu'il a répété aux Jeux Olympiques de Pékin en 2008.
Au total (jusqu'en Février 2025), au niveau des équipes seniors et juniors, les représentants de l'Association du Football Argentin ont obtenu 55 coupes officielles et les clubs argentins ont remporté 77 coupes continentales et mondiales.

## Organisation
La plupart des clubs argentins existants aujourd’hui ont été créés dans la première décennie du XXe siècle. Le football est géré en Argentine par l'Asociación del Fútbol Argentino (AFA).

### Un système pyramidal à deux branches
Les équipes de football argentines sont divisées en deux grands groupes, les clubs directement affiliés à l'AFA et les clubs indirectement affiliés à l'AFA.
Le premier regroupe environ 88 clubs directement affiliés à l’AFA. Ces clubs s'affrontent dans un championnat à trois niveaux comme voie de promotion de ces équipes au Primera B Nacional (deuxième division argentine). Tous ces clubs sont concentrés dans la ville de Buenos Aires, le Grand Buenos Aires et les villes de Rosario, Santa Fe, La Plata, Zárate, Campana, Junín, Luján, General Rodríguez, Cañuelas, Pilar et Mercedes.
Le second regroupe comprend plus de 3 500 clubs du pays ne sont pas directement affiliés à l'AFA mais à une des 250 Ligues régionales, sous la supervision du Conseil Fédéral du Football Argentin (CFFA), un organe interne de l'Association du Football Argentin (AFA). Les clubs de ces ligues régionales participent un championnat à deux niveaux qui servent de voie de promotion pour ces équipes à la Primera B Nacional (deuxième division argentine), qui rassemble des clubs des deux types d'organisation au niveau national.
La Primera B Nacional (deuxième division argentine) sert de réservoir à la Primera División (championnat argentin de première division), le transfert des clubs d’une division vers l’autre se fait selon un système annuel de promotion / relégation.
| Organisation des Championnats AFA |                                    |                                      |
| Niveaux                           | Divisions                          | Divisions                            |
|                                   | Clubs directement affiliés à l’AFA | Clubs indirectement affiliés à l’AFA |
| 1                                 | Primera División                   | Primera División                     |
| 2                                 | Primera B Nacional                 | Primera B Nacional                   |
| 3                                 | Primera B                          | Torneo Federal A                     |
| 4                                 | Primera C                          | Torneo Regional Federal              |
| 5                                 | Torneo Promocional Amateur         | Ligues Régionales                    |

### La première division du championnat argentin
Au sommet de la pyramide, 30 clubs disputent le championnat argentin de première division, la Primera División. À partir de la saison 2015, le championnat argentin abandonne ses tournois d'ouverture et de clôture et passe à une poule unique simple. Un court championnat est organisé au second semestre 2014, similaire aux précédents, dans le but de servir de transition et la perspective de la réalisation d'un tournoi unique au cours de l'année civile 2015. Cette réforme vise à calquer le championnat argentin sur les championnats européens et à lui donner une dimension plus nationale. Celui-ci a lieu avec trente équipes, alors que vingt participent depuis 1986.
Afin de revenir au calendrier européen avec des tournois biannuels, qui ont lieu au second semestre et dans la première moitié de l'année suivante, un nouveau court championnat est organisé dans la première partie de 2016. Celui-ci est divisé en deux zones géographiques et le champion déterminé après une finale. Pour la saison 2016-2017, un tournoi s'étendant sur deux semestres commence, avec un retour au calendrier de l'hémisphère nord et les compétitions européennes. À la fin du tournoi, le champion et les équipes les mieux classées de l'année se qualifient pour jouer la Copa Libertadores et la Copa Sudamericana. Quant aux clubs les moins bien classés selon un système complexe de moyenne prenant en compte les résultats des trois dernières années, ils sont relégués au deuxième niveau national, la Primera B Nacional.
Lors de la phase amateur (1891-1934), les tournois de première division étaient limités à la participation de clubs de la ville de Buenos Aires, du Grand Buenos Aires et de La Plata. Exceptionnellement, des clubs d'autres régions ont participé: Rosario Athletic, en 1894; Lobos Athletic, en 1894, 1898 et 1899; et Reformer, de Campana, de 1905 à 1909. A ce stade, entre les associations officielles et les dissidents, 54 championnats ont été jouées, tous reconnus par l'AFA. 19 clubs différents ont été consacrés comme champions, les plus réussis étant : Alumni (10), Racing Club (9), Boca Juniors (6), Lomas Athletic (5), Huracán (4), Belgrano Athletic (3), San Lorenzo de Almagro (3), Estudiantil Porteño (2), Independiente (2), Porteño (2), Estudiantes de La Plata (1), Gimnasia y Esgrima La Plata (1), Lomas Academy (1), Old Calédonians (1), Quilmes (1), River Plate (1), Saint Andrew's (1), Sportivo Barracas (1) et Sportivo Dock Sud (1).
Depuis que le football est devenu professionnel en 1931 et jusqu’en 2025, 140 championnats se sont disputés. Seulement 18 clubs se trouvent au palmarès : River Plate est avec (37) victoires le club le plus titré d’Argentine. Viennent ensuite Boca Juniors avec (29) victoires, Independiente (14), San Lorenzo de Almagro (12), Velez Sarsfield (11), Racing Club (9), Newell's Old Boys (6), Estudiantes de La Plata (5), Rosario Central (4), Argentinos Juniors (3), Ferro Carril Oeste (2), Lanús (2), Arsenal (1), Banfield (1), Chacarita Juniors (1), Huracán (1), Platense (1) et Quilmes (1). Parmi les 18 clubs victorieux seuls quatre sont situés en dehors de l’agglomération de Buenos Aires. Ces chiffres déséquilibrés entre la capitale et le reste du pays s’expliquent en partie par le fait que jusque dans les années 1960 les clubs participant au championnat sont tous issus de Buenos Aires (à l’exception notoire de Estudiantes de La Plata, Gimnasia y Esgrima La Plata, Newell's Old Boys et de Rosario Central).

### Liste des champions de la Primera Division
Les clubs de Boca Juniors, Independiente, Racing Club, River Plate et San Lorenzo de Almagro, considérés comme les cinq principaux clubs du pays et connus comme les « Cinq grands du football argentin », ont remporté la majorité des titres de l'histoire du championnat argentin.
| Club                        | Titres de champion | Professionnels | Amateurs |
| --------------------------- | ------------------ | -------------- | -------- |
| River Plate                 | 38                 | 37             | 1        |
| Boca Juniors                | 35                 | 29             | 6        |
| Racing Club                 | 18                 | 9              | 9        |
| Independiente               | 16                 | 14             | 2        |
| San Lorenzo de Almagro      | 15                 | 12             | 3        |
| Vélez Sarsfield             | 11                 | 11             | -        |
| Alumni                      | 10                 | -              | 10       |
| Estudiantes de La Plata     | 6                  | 5              | 1        |
| Newell's Old Boys           | 6                  | 6              | -        |
| Huracán                     | 5                  | 1              | 4        |
| Lomas Athletic Club         | 5                  | -              | 5        |
| Rosario Central             | 4                  | 4              | -        |
| Argentinos Juniors          | 3                  | 3              | -        |
| Belgrano Athletic Club      | 3                  | -              | 3        |
| Estudiantil Porteño         | 2                  | -              | 2        |
| Ferro Carril Oeste          | 2                  | 2              | -        |
| Lanús                       | 2                  | 2              | -        |
| Porteño                     | 2                  | -              | 2        |
| Quilmes Atlético Club       | 2                  | 1              | 1        |
| Arsenal                     | 1                  | 1              | -        |
| Banfield                    | 1                  | 1              | -        |
| Chacarita Juniors           | 1                  | 1              | -        |
| Gimnasia y Esgrima La Plata | 1                  | -              | 1        |
| Lomas Academy               | 1                  | -              | 1        |
| Old Caledonians             | 1                  | -              | 1        |
| Platense                    | 1                  | 1              | -        |
| Saint Andrew´s              | 1                  | -              | 1        |
| Sportivo Barracas           | 1                  | -              | 1        |
| Sportivo Dock Sud           | 1                  | -              | 1        |

## Économie du football en Argentine

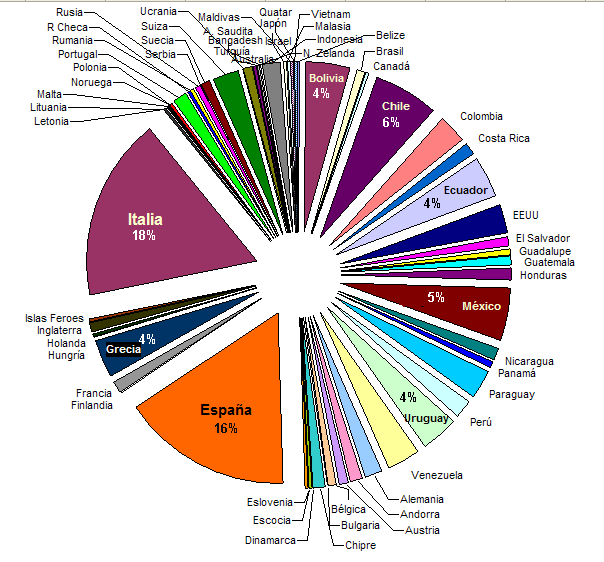
Répartition par pays des expatriés argentins dans le monde

### Le marché des transferts
Depuis 1931, l’Argentine est traditionnellement une nation pourvoyeuse de footballeurs.
Alors qu’en 2000, l’Argentine pouvait compter 571 footballeurs professionnels jouant hors de ses frontières, en 2008, ce sont 1095 footballeurs qui se sont expatriés dans 63 pays différents. L'Italie (194 joueurs) et l'Espagne (177) sont les destinations privilégiées des argentins. Viennent ensuite deux nations latinoaméricaines, le Chili (69 joueurs) et le Mexique (56). Tout au long de l’histoire du football, les joueurs argentins ont souvent été parmi les plus recherchés comme en témoignent les records de transaction obtenus lors des transferts de joueurs argentins. Cinq fois le record de prix pour un transfert a été battu pour l’achat d’un argentin : Bernabé Ferreyra (1932), Omar Sivori (1957), Diego Maradona (1982) et (1984), Hernán Crespo (2000),.
De nombreux étrangers jouent aussi dans le championnat argentin. Ce sont principalement des Uruguayens et des Paraguayens puis dans une moindre mesure des footballeurs provenant de Colombie, de Bolivie, du Chili et du Pérou.